# Verleihung des Nestroy-Theaterpreises 2022
Die Nestroyverleihung 2022 ist die 23. Verleihung des Nestroy-Theaterpreises. Diese fand am 13. November 2022 in den Art for Art Dekorationswerkstätten im Arsenal statt und wurde auf ORF III zeitversetzt übertragen.
Als Moderatoren der Preisverleihung fungierten Nadja Bernhard und Peter Fässlacher. Musikalisch begleitet wurde er Abend von Musikern des Orchesters der Vereinigten Bühnen Wien unter der Leitung von Herbert Pichler. Das Buch für die Gala verfasste Gerald Fleischhacker, die Regie übernahm André Turnheim.
Die Gewinner der Kategorien Bestes Stück – Autorenpreis und Lebenswerk wurden im Vorfeld am 5. Oktober 2022 gleichzeitig mit den Nominierungen bekannt gegeben.
Die Jury setzte sich 2022 aus folgenden Personen zusammen: Ulli Stepan (Juryvorsitzende), Margarete Affenzeller, Karin Cerny, Wolfgang Huber-Lang, Wolfgang Kralicek, Petra Paterno, Martin Thomas Pesl und Susanna Schwarzer.

## Ausgezeichnete und Nominierte 2022
Anmerkung: Es sind alle Nominierten des Jahres angegeben, der Gewinner steht immer zuoberst. Die Verleihung des Nestroy 2022 bezieht sich auf die Theatersaison 2021/2022.
| Meiste Nestroys:      | humanistää! – eine abschaffung der sparten (3 Nestroys)                                                           |
| Meiste Nominierungen: | Adern, humanistää! – eine abschaffung der sparten und Karoline und Kasimir – Noli me tangere (je 3 Nominierungen) |

### Beste deutschsprachige Aufführung
humanistää! – eine abschaffung der sparten – Inszenierung Claudia Bauer – Volkstheater
Like Lovers Do (Memoiren der Medusa) – Inszenierung Pınar Karabulut – Münchner Kammerspiele
Das Vermächtnis (The Inheritance) – Inszenierung Philipp Stölzl – Residenztheater München

### Beste Bundesländer-Aufführung
Garland – Inszenierung Anita Vulesica – Schauspielhaus Graz
Die Abenteuer des braven Soldaten Schwejk – Inszenierung Matthias Rippert – Landestheater Linz
Grufttheater: Weissagung – Inszenierung Joachim Gottfried Goller – Tiroler Landestheater

### Beste Regie
Claudia Bauer – humanistää! – eine abschaffung der sparten – Volkstheater
Kelly Copper / Pavol Liška – Karoline und Kasimir – Noli me tangere – Volkstheater
Simon Stone – Komplizen – Burgtheater

### Beste Ausstattung
Peter Baur (Bühne) und Jonas Link (Video) – Die Schwerkraft der Verhältnisse – Akademietheater
Aleksandar Denić – Zdeněk Adamec (Bühne) – Burgtheater
Paul Horn (Bühne) – The Art of Asking Your Boss for a Raise – toxic dreams und brut Wien

### Beste Schauspielerin
Sarah Viktoria Frick – Adern (Aloisia) – Akademietheater
Constanze Passin – Aus dem Nichts – WERK X
Julia Franz Richter – Karoline und Kasimir – Noli me tangere – Volkstheater
Anna Rieser – Einsame Menschen (Käthe) – Volkstheater
Marie-Luise Stockinger – Zdeněk Adamec – Burgtheater

### Bester Schauspieler
Samouil Stoyanov – humanistää! – eine abschaffung der sparten – Volkstheater
Markus Hering – Adern (Rudolf) – Akademietheater
Johannes Krisch – Der Bockerer (Karl Bockerer) – Theater in der Josefstadt
Bernhard Schir – Der König stirbt (König) – Kammerspiele der Josefstadt
Devid Striesow – Verrückt nach Trost – Salzburger Festspiele

### Beste Nebenrolle
Elias Eilinghoff – Karoline und Kasimir – Noli me tangere – Volkstheater
Christian Higer – Die Abenteuer des braven Soldaten Schwejk – Landestheater Linz
Mavie Hörbiger – Komplizen (Lisa) – Burgtheater
Clara Liepsch – SHTF (Danny) – Schauspielhaus Wien
Anke Zillich – Einsame Menschen (Frau Vockerat) – Volkstheater

### Bester Nachwuchs weiblich
Rieke Süßkow – Oxytocin Baby (Regie) – Schauspielhaus Wien
Victoria Hauer – Anne of Green Gables (Anne) – Theater der Jugend
Lavinia Nowak – Erniedrigte und Beleidigte (Nelly) – Volkstheater

### Bester Nachwuchs männlich
Felix Kammerer – Moskitos (Luke) – Akademietheater
Frieder Langenberger – Garland (Salvatore Brandt) – Schauspielhaus Graz
Lukas David Schmidt – Leicht – Theater Drachengasse

### Beste Off-Produktion
Ein bescheidenerer Vorschlag – Inszenierung Thomas Toppler – Herminentheater und TAG
Liebe / Eine argumentative Übung Inszenierung Anna Marboe – Kosmos Theater
Ödipus – Kaja Dymnicki und Alexander Pschill – TAG

### Bestes Stück – Autorenpreis
Adern – Lisa Wentz – Akademietheater

### Spezialpreis
Nicht sehen – Noam Brusilovsky – Stadttheater Klagenfurt
ASYL TRIBUNAL – Klage gegen die Republik – Alireza Daryanavard – Theaterkollektiv Hybrid und WERK X-Petersplatz
Close Encounters – Anna Rispoli – Wiener Festwochen

### Lebenswerk
Elisabeth Orth 

### Publikumspreis
Stefan Jürgens
Gerti Drassl, Julia Edtmeier, Florentina Holzinger, Dörte Lyssewski, Birgit Minichmayr, Andreas Beck, Herbert Föttinger, Raphael von Bargen, Sebastian Wendelin